# Askhuvad dvärgtyrann
Askhuvad dvärgtyrann (Tyranniscus cinereiceps) är en fågel i familjen tyranner inom ordningen tättingar.

## Utbredning och systematik
Fågeln förekommer i Anderna från Colombia till Ecuador och södra Peru (Puno). Den behandlas som monotypisk, det vill säga att den inte delas in i några underarter.

## Status
IUCN kategoriserar arten som livskraftig.